# Metschnikowia
Metschnikowia — рід грибів родини Metschnikowiaceae. Назва вперше опублікована 1899 року.

## Поширення та середовище існування
Деякі гриби Metschnikowia смертельно небезпечні для веслоногих раків. Гриб вторгається в порожнину тіла і врешті-решт вбиває свого господаря. Два види дріжджів Metschnikowia  викликають гемокоелічні інфекції в Daphnia magna та Artemia salina.

## Практичне використання
Metschnikowia pulcherrima досліджують науковці як замінник пальмовій олії.